# Railway Operating Division
Railway Operating Division (ROD) var en division inom Royal Engineers i den brittiska armén under första världskriget. Divisionen bildades tidigt 1915 då det hoppades att Tyskland skulle besegras snabbt och det var ett behov att återställa Belgiens järnvägar till tjänst. Vid krigsslutet var det 18 500 personer delade mellan 48 kompanier i Railway Operating Division på västfronten. Bland ångloken som används av ROD var ROD 2-8-0 som var baserat på Great Central Railways klass 8K och byggdes i 521 stycken, varav 305 kom att köras i Frankrike.